# Área paisajística protegida de Poľana
El área paisajística protegida de las montañas Polana (en eslovaco: Chránená krajinná oblasť Poľana) es una de las 14 áreas paisajísticas protegidas de Eslovaquia. El área de paisaje está situado en los montes Poľana, parte de los montes Slovenské stredohorie, en el centro de Eslovaquia. Se encuentra en los distritos de Banská Bystrica, Brezno, Detva y Zvolen.
Poľana fue declarado una reserva de la biosfera el 27 de marzo de 1990.

## Historia
El área de paisaje protegido fue establecido el 12 de agosto de 1981, y la ley fue reformada el 3 de septiembre de 2004. Las áreas protegidas declaradas al principio incluyen las reservas de la naturaleza nacionales de bosque primario Badínsky prales (1913), Zadná Poľana (1953) y Boky (1964), y los monumentos naturales de la Roca de Bátovský balvan (1964) y Kalamárka (1977).

## Geografía
Las montañas más altas son Poľana con 1.457,8 m s. n. m. y Predná Poľana con 1.367 m s. n. m.